# フランク・タシュリン
フランク・タシュリン（Frank Tashlin, 1913年2月19日 - 1972年5月5日）は、アメリカ合衆国の映画監督、脚本家、アニメーター、映画プロデューサーである。

## 人物・来歴
1913年（大正2年）2月19日、ニュージャージー州ウィーホーケンに生まれる。

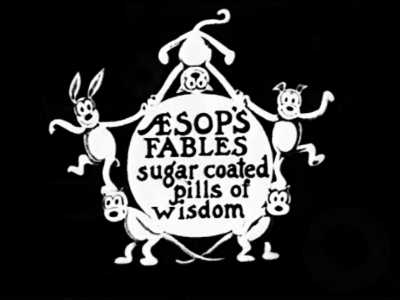
『イソップス・フェーブル』のエンドタイトル。

1926年（大正15年）、13歳で高校をドロップアウトしてから職を転々としていたが、17歳となる1930年（昭和5年）、ヴァン・ビューレンとポール・テリー率いるヴァン・ビューレン・スタジオに入社。『イソップス・フェーブル』シリーズでアニメーターとしてデビュー。同社では長くは勤まらず、1933年（昭和8年）ワーナー・ブラザース内にあるレオン・シュレジンジャー・スタジオに移籍。翌年には元上司のヴァン・ビューレンに触発されて『ヴァン・ボーリング』というコミック・ストリップを仕事の休憩時間中に執筆し、ティッシュ・タッシュ名義で発表した。しかし、同作で得た収入の取り分をめぐってシュレジンジャーと揉めたことで解雇され、アブ・アイワークス・スタジオに移籍。1935年（昭和10年）にはハル・ローチの撮影所に脚本家として移籍したが、さらに翌1936年（昭和11年）には、シュレジンジャーのもとに舞い戻り、アニメーションの監督となった。
シュレジンジャー時代では様々なカメラアングルやパンショット、モンタージュ手法といった様々な実験的な演出を次々と試みた。しかし、1938年（昭和13年）にスタジオマネージャーのヘンリー・バインダーと口論になり、再び退社。ウォルト・ディズニー・プロダクション（現：ウォルト・ディズニー・アニメーション・スタジオ）に脚本家として移籍した。
1941年（昭和16年）、コロンビア ピクチャーズ傘下のスクリーン ジェムズに移籍し、同社の制作部長に任命され、プロデューサー兼監督として携わった。同年にはディズニーでストライキが起きたことをきっかけに、同社から多くのアニメーターを引き抜くことに成功。イソップ寓話の『すっぱい葡萄』を基に『キツネとブドウ』（The Fox and the Grapes）という短編を監督。ブラックアウト・ギャグを取り入れ、キツネがブドウを手に入れようとしては失敗する様を繰り返す内容は、ワーナー時代の同僚であるチャック・ジョーンズが後に監督を務めた『ロードランナー&ワイリー・コヨーテシリーズ』に影響を与えた。同作は後に『フォックス&クロウ』としてシリーズ化するも、同年にコロンビアの幹部と揉めて解雇され、タシュリンが監督を務めたのはこの1作のみとなった。
1942年（昭和17年）、レオン・シュレジンジャー・プロダクションのノーマン・マッケイブが徴兵されると、彼の後任として再び同社に復帰。翌1943年（昭和18年）に公開された復帰後の第1作『ポーキー・ピッグの偉業』（Porky Pig's Feat）はポーキー・ピッグシリーズ最後のモノクロ作品となり、同年に公開された『Puss n' Booty』は同社最後のモノクロ作品となった。
1944年（昭和19年）、仕事をロバート・マッキンソンに引き継ぎ、レオン・シュレジンジャー・プロダクションを退社し、セルアニメの制作から引退。同社で彩色を担当していたマーサ・シガールは、著書で何度も同社に入っては退社するタシュリンについてこう語った。「今日ここにいて、明日はいなくなる。今見えたかと思えば、見えなくなる。それがフランク・タシュリンだった。ある日はレオン・シュレシンジャーのところで働いていたのに、次の日には突然いなくなるのだ」。
第二次世界大戦後の1946年（昭和21年）、ジョン・サザーランドの元でストップモーション・アニメーション作品を数本監督した後、完全にアニメーション業界を引退。同年にパラマウント・ピクチャーズに移籍し、マルクス兄弟やルシル・ボール出演作品のギャグライターに転向、ボブ・ホープやレッド・スケルトン出演作品の脚本家となった。1948年（昭和22年）に執筆したノーマン・Z・マクロード監督の『腰抜け二挺拳銃』が、全米脚本家組合賞の最優秀喜劇脚本賞と最優秀西部劇脚本賞のダブル受賞を果たした。
1951年（昭和26年）には、実写の映画監督としてデビューした。1958年（昭和33年）には、前年にオリジナル脚本を執筆した自らの監督作『ロック・ハンターはそれを我慢できるか?』が、全米脚本家組合賞の最優秀喜劇脚本賞を受賞した。同作は、フランスの映画批評誌『カイエ・デュ・シネマ』誌上に、ジャン＝リュック・ゴダールが発表した「1957年のベストテン」の3位にランクインした。4位にも、タシュリンの『底抜けコンビのるかそるか』（1956年）が挙げられている。
1972年（昭和47年）5月5日、カリフォルニア州ハリウッドで死去した。満59歳没。

## おもなフィルモグラフィ
en:Category:Films directed by Frank Tashlin
- 『イソップス・フェーブル』 Aesop's Film Fables : アニメ短篇映画シリーズ、1930年 - カートゥーニスト
- 『ポーキー・ピッグ』 Porky's Poultry Plant, Porky Pig's Feat : アニメ短篇映画シリーズ、1937年 - 1941年 - 監督
- 『ダフィ・ダック』 Scrap Happy Daffy : アニメ短篇映画シリーズ、1939年 - 1943年 - 監督
- 『ハリウッド・アルバム』 Variety Girl : 監督ジョージ・マーシャル、1947年 - 脚本
- 『ヴィナスの接吻』 One Touch of Venus : 監督ウィリアム・A・サイター、1948年 - 脚本
- 『スケルトンの就職騒動』 That Mad Mr. Jones : 監督S・シルヴァン・サイモン、1948年 - 脚本
- 『腰抜け二挺拳銃』 The Paleface : 監督ノーマン・Z・マクロード、1948年 - 脚本
- 『ラヴ・ハッピー』 Love Happy : 監督デイヴィッド・ミラー、1949年 - 脚本
- 『泣き笑いアンパイヤ』 Kill the Umpire : 監督ロイド・ベーコン、1950年 - 脚本
- 『腰抜けペテン師』 The Lemon Drop Kid : 監督シドニー・ランフィールド、1951年 - 脚本
- 『腰抜け二挺拳銃の息子』 Son of Paleface : 1952年 - 監督・脚本
- 『奥様は芳紀十七才』 Susan Slept Here : 1954年 - 監督
- 『画家とモデル』 Artists and Models : 1955年 - 監督・脚本
- 『底抜けコンビのるかそるか』 Hollywood or Bust : 1956年 - 監督
- 『スカートをはいた中尉さん』 The Lieutenant Wore Skirts : 1956年 - 監督・脚本
- 『女はそれを我慢できない』 The Girl Can't Help It : 1956年 - 監督・脚本
- 『ロック・ハンターはそれを我慢できるか?』 Will Success Spoil Rock Hunter? : 1957年 - 監督・原案・脚本
- 『底抜け楽じゃないデス』 Rock-A-Bye Baby : 1957年 - 監督・脚本
- 『底抜け慰問屋行ったり来たり』 The Geisha Boy : 1958年 - 監督・脚本
- 『ひとこと言って』 Say One for Me : 1959年 - 監督・製作
- 『底抜けシンデレラ野郎』 Cinderfella : 1960年 - 監督・原作・脚本
- 『独身(バチェラー)アパート』 Bachelor Flat : 1961年 - 監督・脚本
- 『底抜け柵ボタ成金』 It's Only Money : 1962年 - 監督
- 『底抜けオットあぶない』 Who's Minding the Store? : 1963年 - 監督・脚本
- 『現金お断り』 The Man from the Diner's Club : 1963年 - 監督
- 『底抜け00(ゼロゼロ)の男』 The Disorderly Orderly : 1964年 - 監督・脚本
- 『マーメイド作戦』 The Glass Bottom Boat : 1966年 - 監督
- 『おしゃれスパイ危機連発』 Caprice : 1967年 - 監督・脚本
- The Private Navy of Sgt. O'Farrell : 1967年 - 監督・脚本 ※遺作

## 関連事項
- ウィーホーケン （Weehawken）
- 全米脚本家組合 （Writers Guild of America）
- 全米脚本家組合賞 （Writers Guild of America Award）
- ポール・テリー （Paul Terry）
- ヴァン・ビューレン・スタジオ（Van Beuren Studios）
- レオン・シュレジンジャー （Leon Schlesinger）
- アブ・アイワークス （Ub Iwerks）
- レッド・スケルトン （Red Skelton）

## 註
1. ↑  “Obscurity of the Day: Van Boring”. Stripper's Guide. 2023年3月6日閲覧。
2. ↑  Van-Boring-He-Never-Says-a-Word  –  Facebook fan page
3. ↑  “Frank Tashlin”. Lambiek Comiclopedia. 2025年5月9日閲覧。
4. 1 2  Sigall (2005), p. 71
5. ↑  Seife, Ethan de. “Tashlin, Frank”. Senses of Cinema 2023年3月6日閲覧。
6. ↑  Maltin, Leonard (1980). “Columbia: Charles Mintz and Screen Gems”. Of Mice and Magic: A History of American Animated Cartoons. New American Library. p. 214. ISBN 9780452259935
7. 1 2  Sigall (2005), pp. 71–72
8. 1 2  Sigall (2005), p. 70
9. ↑  “Interviews: Frank Tashlin”. MichaelBarrier.com. 2022年12月18日時点のオリジナルよりアーカイブ。2023年3月6日閲覧。